# No One Can Catch Us Tour
No One Can Catch Us Tour (cunoscut și sub numele de NOCCU) este al doilea turneu organizat de către cântăreața germană Lena, pentru a-și promova cel de al treilea album de studio, Stardust, lansat pe data de 12 octombrie 2012. Turneul a fost oficial anunțat în toamna aceluiași an.

## Informații generale
La începutul anului 2013, Lena a anunțat că turneul va fi organizat în Germania. Aceasta a numit turneul No One Can Catch Us, împrumutând o frază de la primul single lansat de pe noul album, single ce are numele albumului. 13 concerte au fost anunțate în Germania, iar unul în Viena, Austria. Până la urmă, concertul din capitala Austriei a fost anulat. Turneul a început pe data de 2 aprilie 2013 în Stuttgart și s-a terminat pe data de 21 aprilie 2013 în Offenbach am Main.

## Concerte
| Data            | Oraș              | Țară     | Sală                      |
| --------------- | ----------------- | -------- | ------------------------- |
| Europa          |                   |          |                           |
| 2 aprilie 2013  | Stuttgart         | Germania | Theaterhaus               |
| 3 aprilie 2013  | München           | Germania | Theaterfabrik             |
| 4 aprilie 2013  | Nürnberg          | Germania | Löwensaal                 |
| 6 aprilie 2013  | Dresda            | Germania | Alter Schlachthof         |
| 8 aprilie 2013  | Berlin            | Germania | Postbahnhof am Ostbahnhof |
| 10 aprilie 2013 | Hamburg           | Germania | Grosse Freiheit 36        |
| 11 aprilie 2013 | Kiel              | Germania | MAX                       |
| 13 aprilie 2013 | Münster           | Germania | Jovel Music Hall          |
| 14 aprilie 2013 | Dortmund          | Germania | FZW                       |
| 16 aprilie 2013 | Köln              | Germania | Essigfabrik               |
| 17 aprilie 2013 | Saarbrücken       | Germania | Garage                    |
| 19 aprilie 2013 | Hanovra           | Germania | Capitol                   |
| 21 aprilie 2013 | Offenbach am Main | Germania | Capitol                   |